# Ambonski malajski
Ambonski malajski (malayu ambon, ambong; ISO 639-3: abs), malajski jezik, donedavno smatran kreolskim jezikom temeljenim na malajskom, kojim govori oko 200 000 ljudi u Indoneziji i nekoliko desetaka tisuća u Nizozemskoj i SAD-u. Preko 240 000 govornika u svijetu. Raširen je na Molucima na otocima Ambon (po kojemu je prozvan), Haruku, Nusa Laut, Saparua i obalnom području Cerama. 
Bilingualizam u indonezijskom. Trgovački jezik.

## Vanjske poveznice
- Ethnologue (14th)